# Qat (divinité)
Pour les articles homonymes, voir Qat.
Qat (ou Qet, Kpwet, Iqet, Ikpwet, etc.) est le dieu principal de la mythologie orale des îles Banks, un petit archipel du nord du Vanuatu, en Mélanésie.
Bien que Qat n'ait jamais été officiellement vénéré comme une divinité, le folklore de ces populations autrefois animistes désignait traditionnellement, et désigne toujours Qat comme l'esprit auquel les humains doivent plusieurs éléments de leur culture : le monde lui-même (sous la forme des archipels de Torrès et Banks), la Nuit, la Mort, les femmes, les règles du mariage et la prohibition de l'inceste. En outre, certaines îles attribuent à Qat l'origine de leur langue des chants (en anglais : song language) en usage dans toute la région, connue localement sous le nom de « langue de Qat », (en mwotlap, no-hohole non Iqet).
Cette figure mythologique a des liens avec le dieu connu sous le nom de Tangaroa dans d'autres régions du Vanuatu.

## Nom
La divinité s'appelle Qat (prononcé [k͡pʷat]) en mota, une langue océanique qui a été documentée pour la première fois par Robert Henry Codrington (en) à la fin du XIXe siècle,.
Le même héros est connu sous le même nom dans les langues des îles Banks voisines, bien qu'avec des prononciations différentes (en raison de processus historiques de changement de son) : Qēt [k͡pʷɪt] en löyöp, Q̄et [ᵑᵐɡ͡bʷɛt] en volow, Iqet [iˈk͡pʷɛt] en mwotlap, Qet [k͡pʷɛt] en lemerig, vurës et mwesen, Qo' [k͡pʷɔʔ] en vera'a, Qat [k͡pʷat] en nume et en lakon, Qāt [k͡pʷaːt] en dorig et Qet [kʷɛt] enmwerlap. Toutes ces formes dérivent d’un nom ancestral qui peut être reconstitué comme *ᵐbʷatu en langue proto-Torres-Banks (en), portant des liens étymologiques avec des sociétés secrètes d’initiation et avec une danse rituelle associée aux esprits ancestraux.
Les îles Torrès voisines ont un héros mythologique avec une histoire très similaire, mais lui donnent des noms sans rapport avec la racine *ᵐbʷatu : Mer̄avtit ([məg͡ʟaβˈtit]) en hiw et Merawehih ([mərawəˈhih]) en lo-toga. Dans ces deux langues, l'étymon semble être *marawasisi, probablement un composé de *marawa « araignée » (également le nom d'un esprit), avec un deuxième élément qui pourrait être *sisi « percer ».

## Mythologie
Dans la version mota, Qat est né lorsque son père, une pierre, a explosé. Il a onze frères, tous appelés Tagaro ([taɣaro]) (Tagaro le Fou, Tagaro le Sage, etc.), et un compagnon, marawa ([marawa]), qui prend la forme d'une araignée comme son nom l'indique.
En plus de créer des îles et de les recouvrir de plantes et d'animaux, Qat a créé les trois premiers couples d'hommes et de femmes en les sculptant dans du bois de dracaena, puis en jouant du tambour pour les faire danser, leur donnant ainsi vie grâce à la musique. Une histoire raconte que Marawa, envieux des créations de Qat, sculpta ses propres personnages et leur donna vie, mais qu'il s'en lassa et les enterra pendant une semaine. Lorsqu'il les déterra, elles avaient pourri, et c'est ainsi que la mort est apparue,.
Lorsque ses frères se sont lassés de la lumière du jour, Qat a créé la nuit et leur a appris à dormir. Lorsqu'ils eurent suffisamment dormi, il prit un morceau d'obsidienne rouge et trancha la nuit, créant ainsi l'aube.
Un jour, Qat tomba sur un groupe de jeunes filles du ciel qui avaient enlevé leurs ailes pour se baigner. Il s'empressa d'enterrer une paire d'ailes afin qu'une jeune fille, Vinmara, reste en arrière et devint par la suite sa femme, désormais appelée Ro-Lei. Ils ont vécu ensemble jusqu'au jour où la mère de Qat a reproché à sa belle-fille et l'a fait pleurer. Les larmes de Ro-Lei emportèrent la terre qui recouvrait ses ailes ; elle les mit et s'envola. Qat lança une flèche dans le ciel avec une corde attachée aux racines d'un grand banian et grimpa après elle dans le monde céleste, mais plus tard, alors qu'il descendait avec Ro-Lei, la racine se brisa et il plongea vers sa mort, tandis qu'elle s'envolait en toute sécurité.
Dans d'autres versions de l'histoire, Qat ne meurt pas mais s'en va dans une pirogue, promettant de revenir un jour.
Friedrich Ratzel, dans le premier volume de son The History of Mankind (Histoire de l'humanité, 1896) fournit une autre version de l'histoire comme suit :

« Chez les habitants des îles Banks, le dieu suprême, Qat, émerge d'une pierre, qui était sa mère, puis, avec l'aide de son compagnon, Marawa, crée le reste du monde. Marawa est invoqué avec Qat dans toutes les situations d'urgence et peut être facilement reconnu comme le légendaire Maui de Nouvelle-Zélande ou d'Hawaï. Qat était condamné à être tué, mais il réussit à grimper à un muscadier. Il avait à peine atteint le sommet que, grâce à l'art de ses frères hostiles, l'arbre devint de plus en plus haut et d'une telle circonférence que Qat n'aurait pas pu redescendre si Marawa, voyant la difficulté de son ami, n'avait fait tomber sur terre un fil ou un cheveu de sa tête. »

De nos jours, l'histoire de Qat la plus populaire parmi les insulaires du nord du Vanuatu raconte comment Qat, à Vanua Lava, construisit son canoë avec l'aide de l'esprit araignée Marawa ; comment le canoë fut ensuite volé par les onze frères de Qat, qui le firent naviguer jusqu'à l'île voisine de Gaua ; et comment ils durent tous vaincre le géant de cette île, Qasavara (en).

## Accès à certains récits
Les archives suivantes, enregistrées par le linguiste Alexandre François dans les îles Torres et Banks (Vanuatu) présentent diverses histoires du cycle mythologique du Qat. Chaque référence comporte un enregistrement audio, sa transcription en langue originale et parfois une ou plusieurs traductions :
| Conteur             | Titre et lien                             | Langue  | Traduction(s)     |
| ------------------- | ----------------------------------------- | ------- | ----------------- |
| Moses Steven Weting | « Kpwat et ses frères contre l'Ogre »     | Lakon   | anglais           |
| Taitus Lōlō         | « Ikpwet ramène la nuit »                 | Mwotlap | français          |
| Tevēt Mesigteltōk   | « La légende de Kpwet, le Dieu farceur »  | Mwesen  | français, anglais |
| Tevēt Mesigteltōk   | « Histoires choisies de Kpwet »           | Mwesen  | —                 |
| Wolta Robin         | « Kpwet et ses frères contre l'Ogre »     | Lemerig | —                 |
| Aisak Rōn̄rōriw      | « Merawehih crée la nuit et le jour »     | Lo Toga | —                 |
| Mama Jimmy Tiwyoy   | « Megravtit et ses frères contre l'Ogre » | Salut   | —                 |